# Neuville-en-Beaumont
Neuville-en-Beaumont is een gemeente in het Franse departement Manche (regio Normandië) en telt 38 inwoners (2009). De plaats maakt deel uit van het arrondissement Cherbourg-Octeville.

## Geografie
De oppervlakte van Neuville-en-Beaumont bedraagt 1,7 km², de bevolkingsdichtheid is dus 22,4 inwoners per km².
De onderstaande kaart toont de ligging van Neuville-en-Beaumont met de belangrijkste infrastructuur en aangrenzende gemeenten.

## Demografie
Onderstaande figuur toont het verloop van het inwonertal (bron: INSEE-tellingen).

1. ↑  Populations de référence 2022.